# 米特尔维尔
米特尔维尔（法語：Mittelwihr，法語發音：[mitəlviʁ] ⓘ）是法国上莱茵省的一个市镇，属于科尔马-里博维莱区。

## 地理
米特尔维尔（48°9'3"N, 7°19'10"E）面积2.42 平方千米，位于法国大東部大區上莱茵省，该省份为法国东部内陆省份，是阿尔萨斯的一部分，今与下莱茵省组成了阿尔萨斯欧洲集体，其北临下莱茵省，西接孚日省，西南接贝尔福地区省，东侧沿莱茵河与德国相望，南与瑞士接壤。
与米特尔维尔接壤的市镇（或旧市镇、城区）包括：本维尔、贝布勒奈姆、里克维尔、凯瑟斯贝格-维尼奥布勒。
米特尔维尔的时区为UTC+01:00、UTC+02:00（夏令时）。

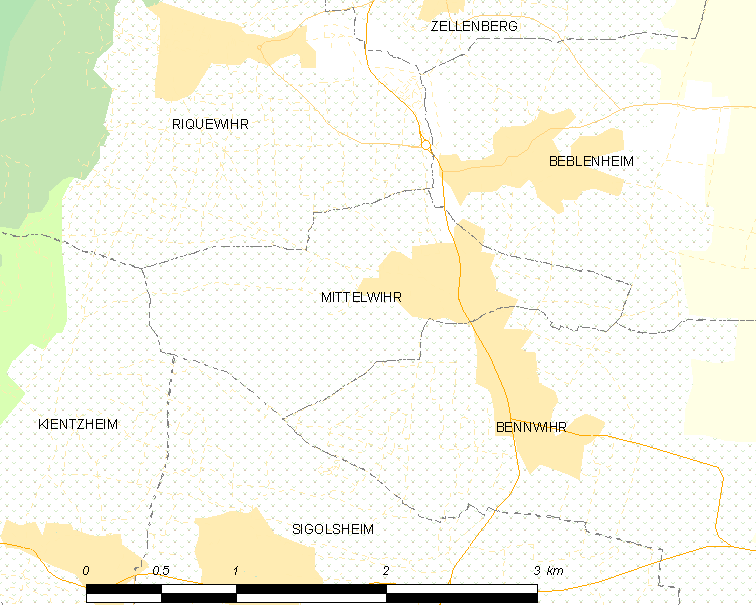
米特尔维尔的OSM定位图

## 行政
米特尔维尔的邮政编码为68630，INSEE市镇编码为68209。

## 政治
米特尔维尔所属的省级选区为圣玛丽欧米讷县。

## 人口

1962-2008年间米特尔维尔人口变化图示

米特尔维尔于2022年1月1日时的人口数量为849人。